# Mühlenstraße Oberschwaben

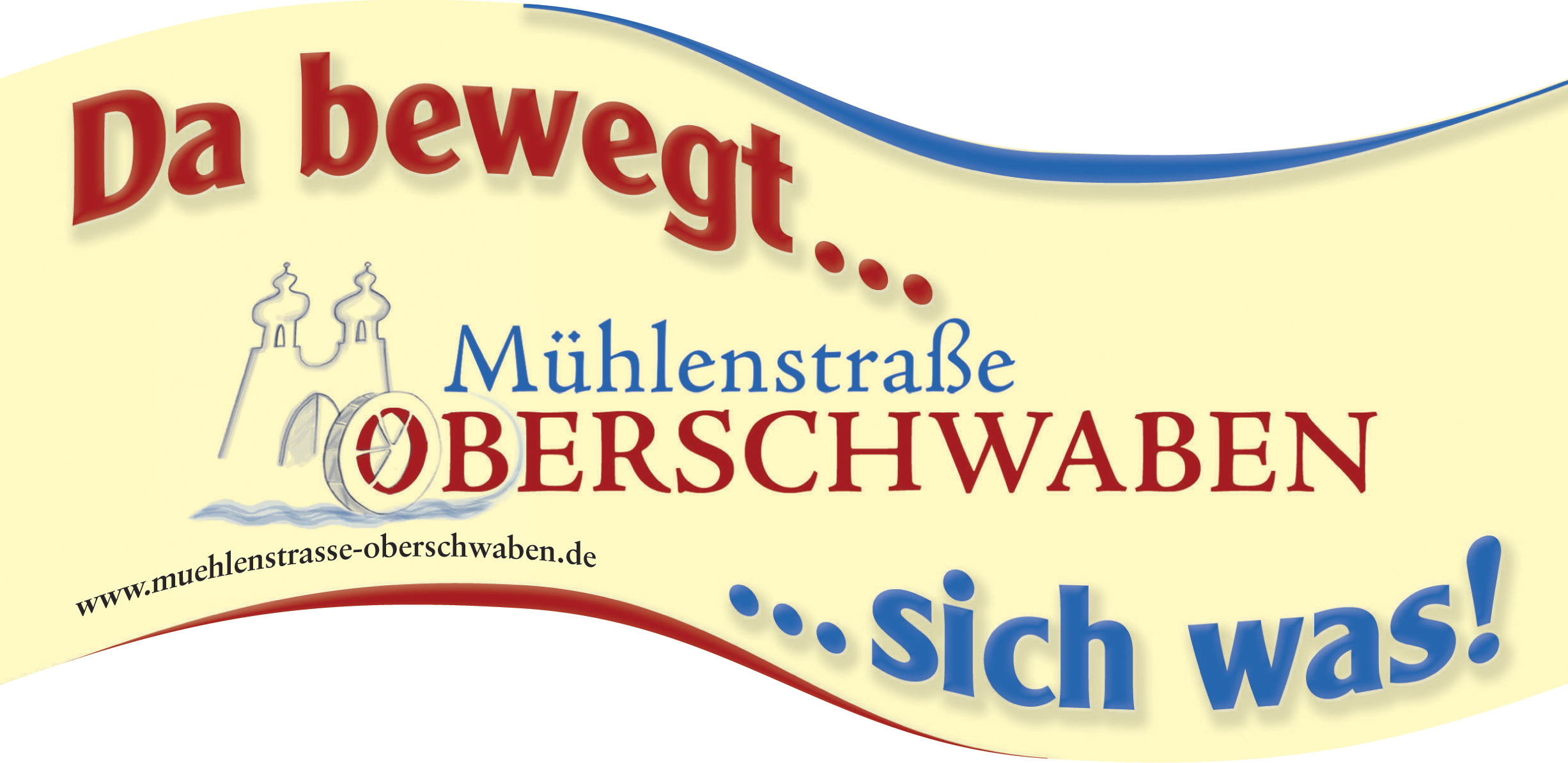
Logo der Mühlenstraße Oberschwaben

Die Mühlenstraße Oberschwaben ist ein 2005 geschaffenes Netz touristisch interessanter Mühlen in Oberschwaben. Rund 100 Mühlen können von innen oder zumindest von außen besichtigt werden; viele von ihnen sind noch in Betrieb, teils wurden Mühlenmuseen eingerichtet. Einige bieten den Verkauf eigener Produkte in Mühlenläden an, manche auch Einkehr- oder Bademöglichkeiten im eigenen Mühlweiher. Den Anstoß zur Mühlenstraße Oberschwaben gaben Gerd Graf und Lutz Dietrich Herbst. Im Dezember 2018 wurde die traditionelle Handwerksmüllerei zusammen mit 17 weiteren Kulturformen in das bundesweite Verzeichnis des Immateriellen Kulturerbes aufgenommen.

## Mühlen

### Mühlenwinkel zwischen Iller, Rot und Riss

#### Alb-Donau-Kreis

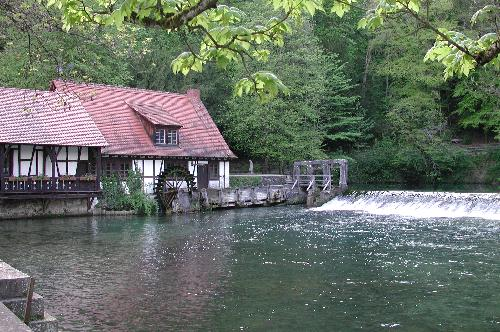
Hammerschmiede am Blautopf

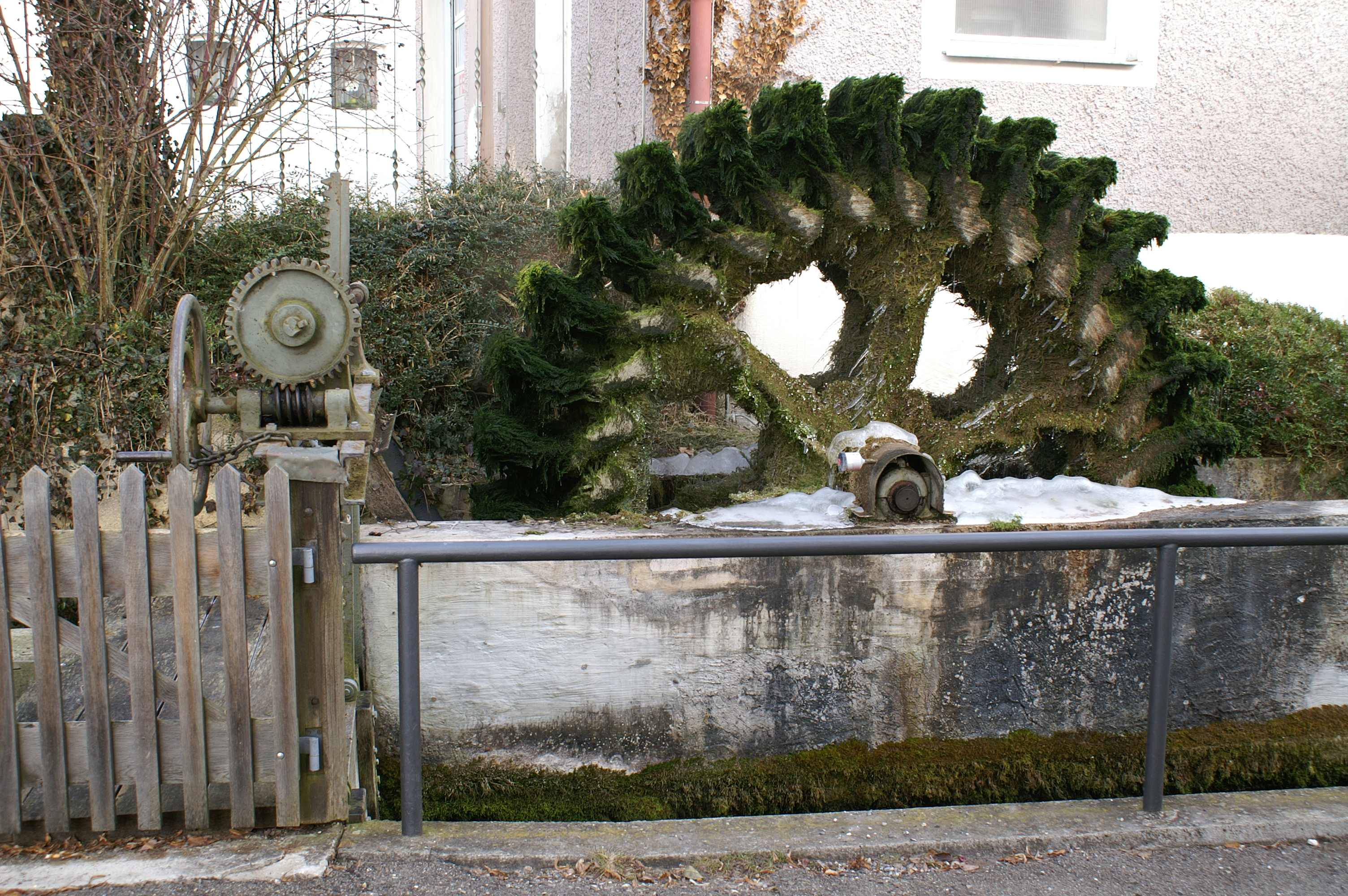
Obere Mühle in Blaubeuren-Weiler

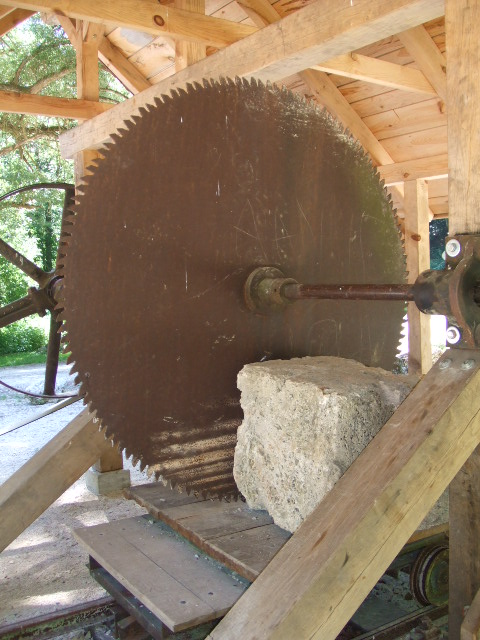
Tuffstein-Säge der Laufenmühle in Lauterach

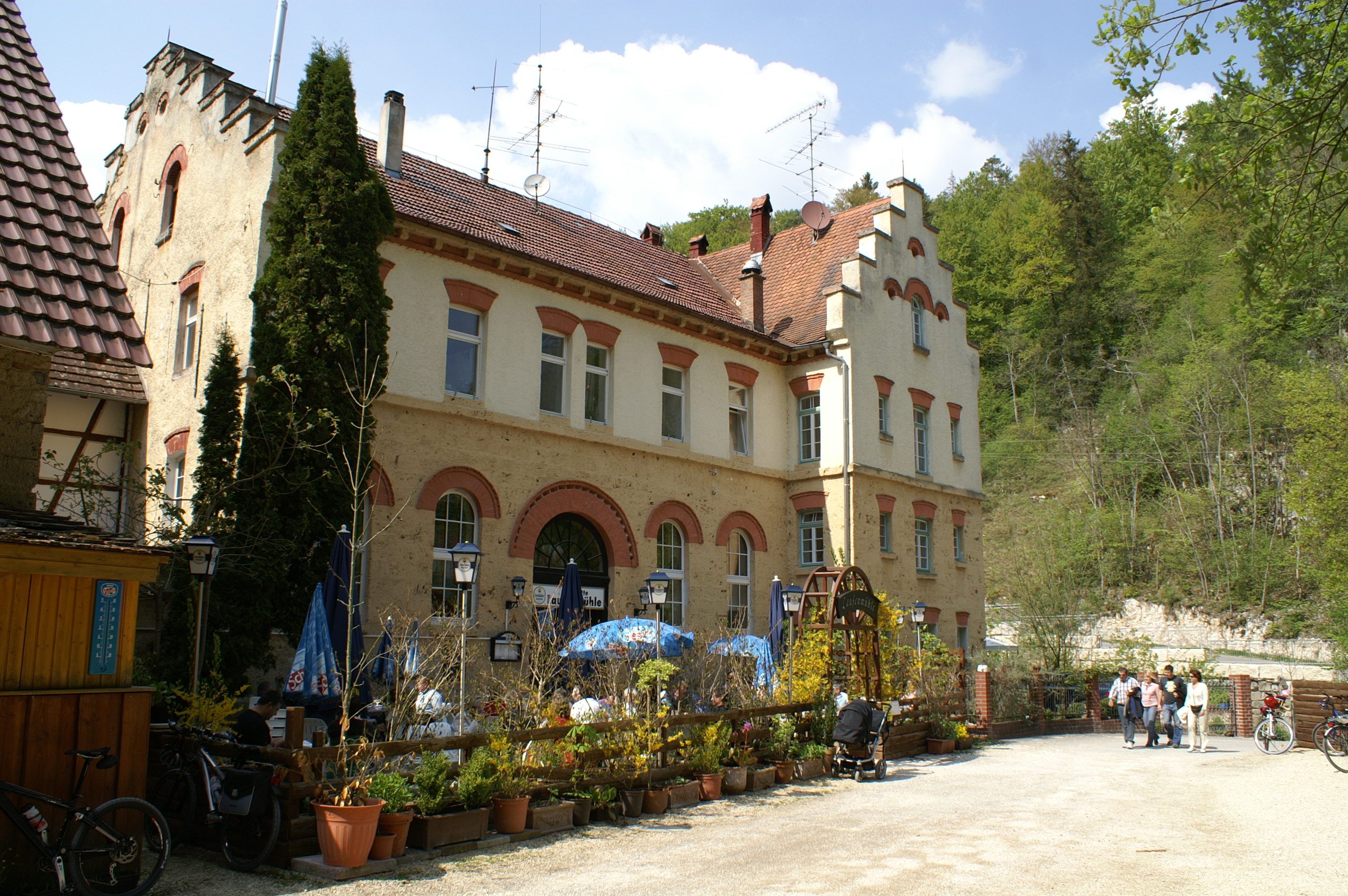
Laufenmühle in Lauterach

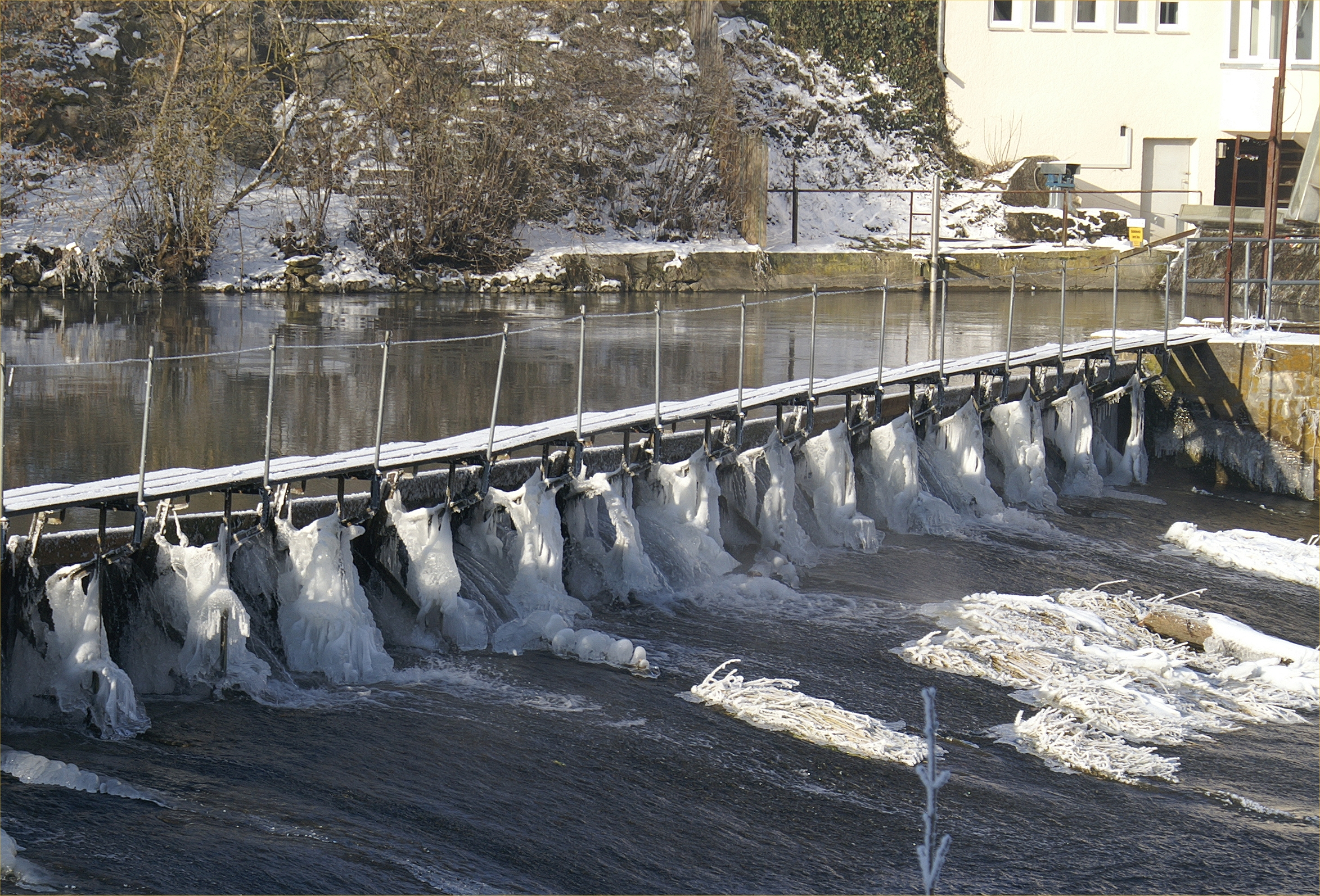
Wasserkraftwerk der ehemaligen Holzstofffabrik in Rechtenstein

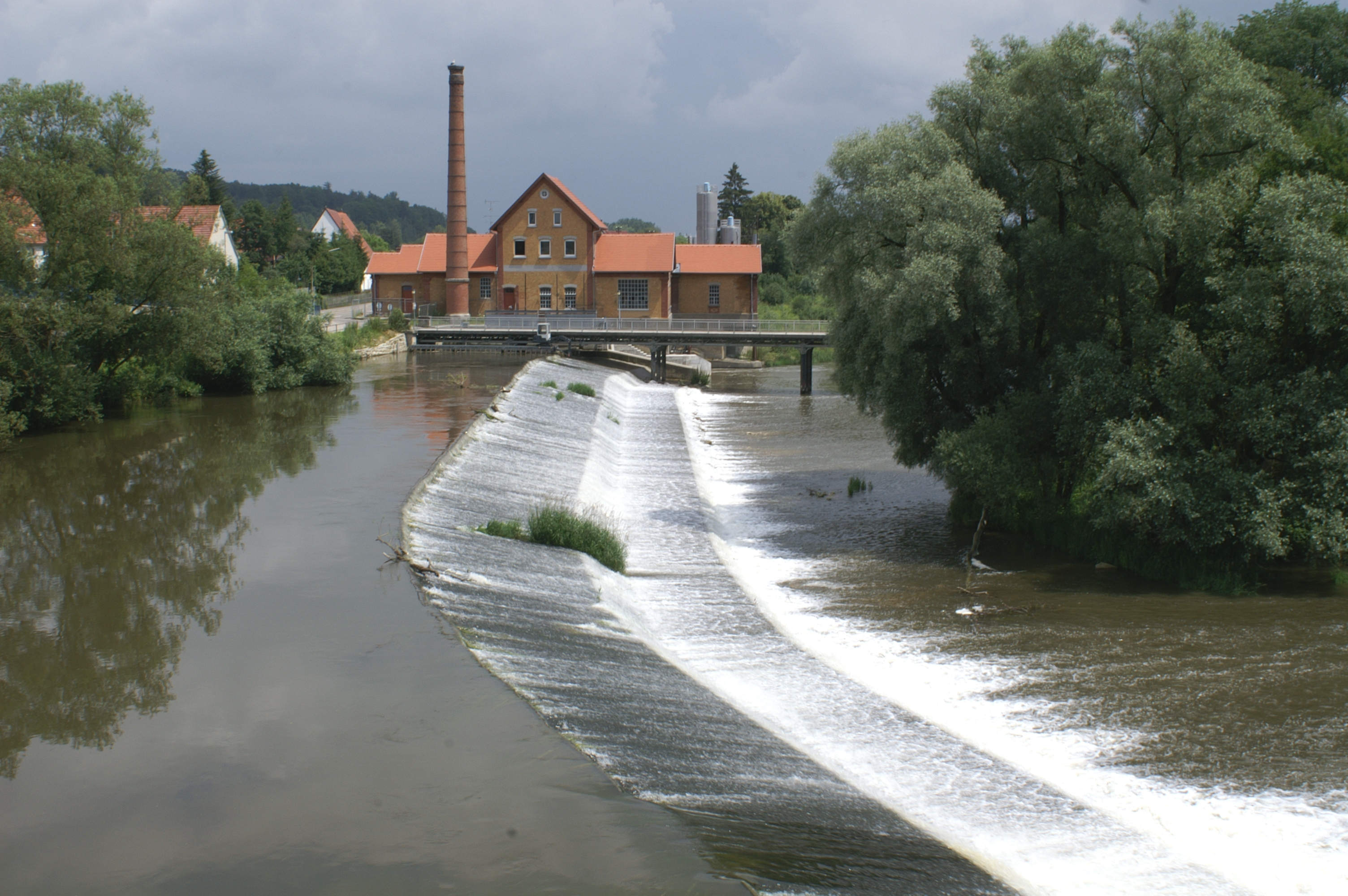
Wasserkraftwerk in Rottenacker

- Mahlmühle in Dietenheim

Die Wassermühle am mittelalterlichen Gießen der Iller stammt aus dem 16. Jahrhundert, ihre technische Ausstattung mit Riementransmissionen und überwiegend hölzernen Maschinen aus den 1950er Jahren.

#### Landkreis Biberach

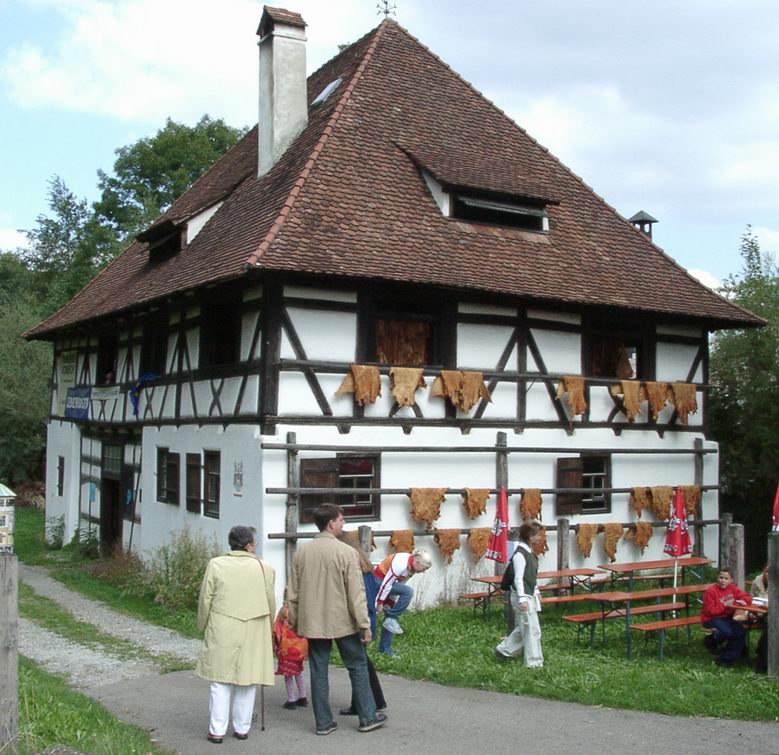
Weißgerberwalkmühle von 1699 am Bleicherbach in Biberach

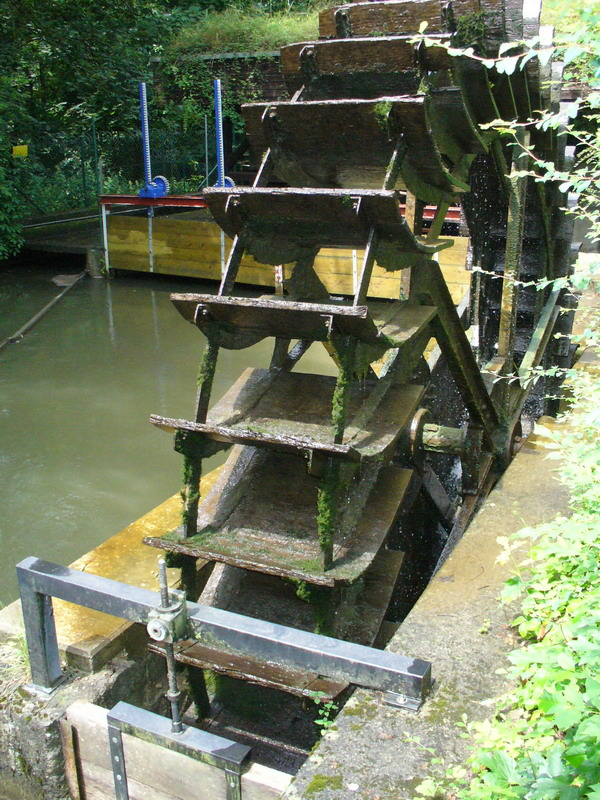
Wasserrad der Oberen Mühle in Biberach

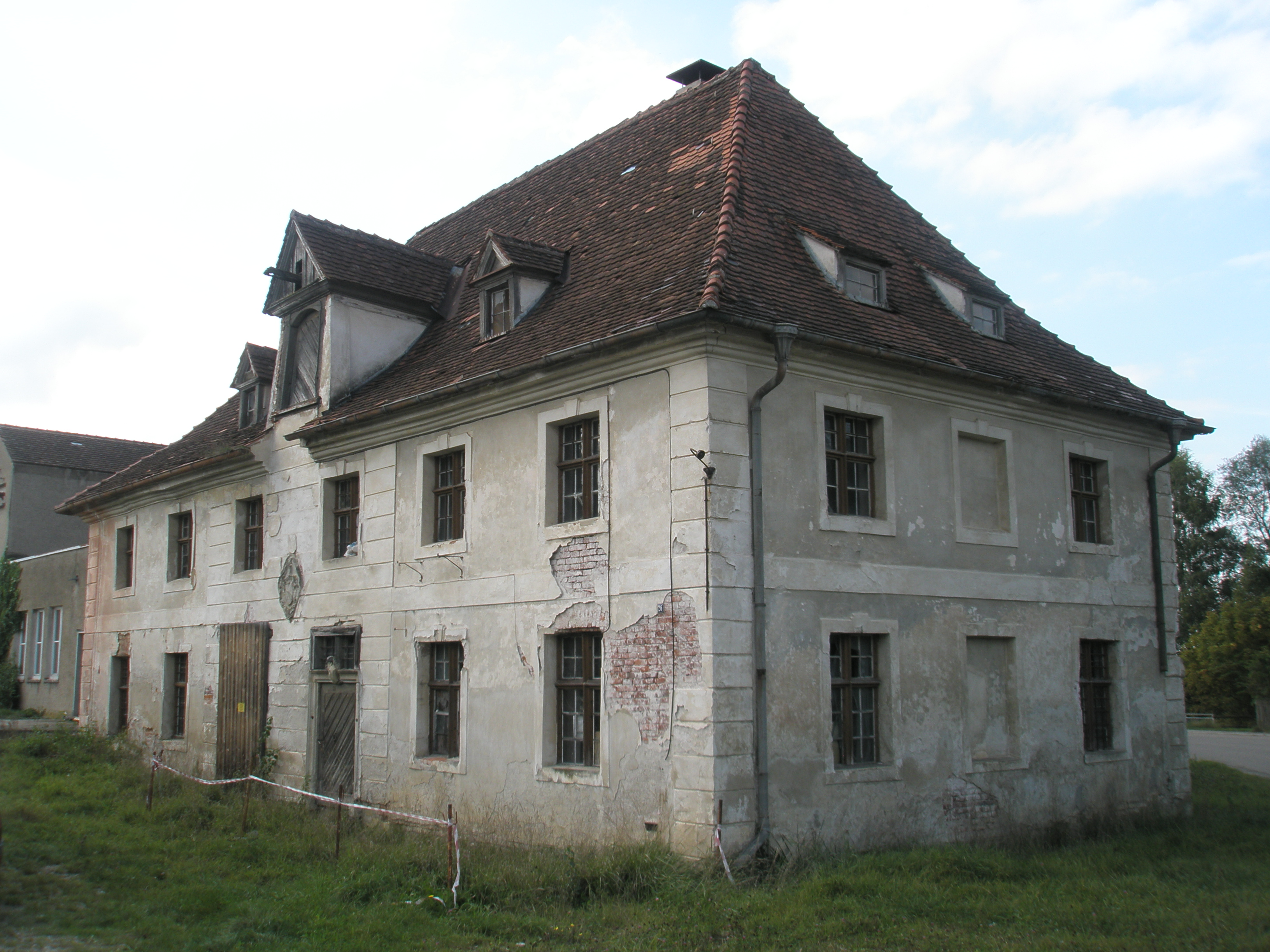
Schlossmühle in Schwendi

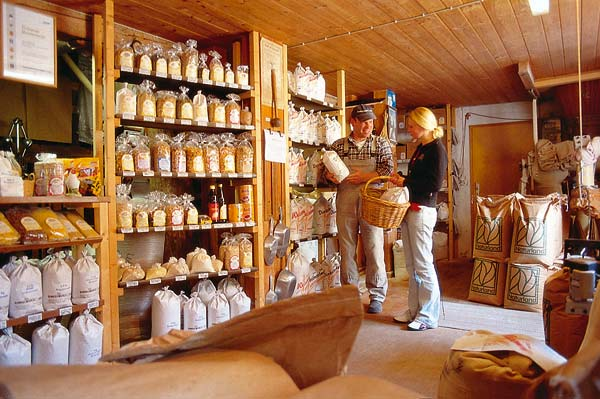
Mühlenladen der Dinkelmühle Graf (2012)

- Dreherei Schmid in Achstetten

Die Ende des 18. Jahrhunderts erbaute Ölmühle in der Ortsmitte wurde später in eine mechanische Werkstätte umgewandelt. Diese beeindruckt heute noch mit ihrem oberschlächtigen Wasserrad, das über die Dachtraufe hinausragt.
- Grabenmühle in Berkheim-Eichenberg

1439 als Mahlmühle des Benediktinerklosters Ochsenhausen erwähnt, wurde die Grabenmühle im 18. Jahrhundert um eine Sägemühle und eine Ölstampfmühle erweitert.
- Angermühle in Biberach

Die 1293 erstmals genannte Angermühle ist eine der bedeutendsten Biberacher Mühlen mit Mühlenstau und Turbine und zugleich die größte Handwerksmühle im Landkreis Biberach.
- Weißgerberwalkmühle in Biberach

Die Biberacher Weißgerberwalkmühle am Bleicherbach in der Ehinger Straße ist die älteste (erbaut 1699) und letzte noch aktive Walkmühle mit mehreren Walkhämmern der Weißgerberei in Deutschland.
- Wasserrad Obere Mühle in Biberach-Birkendorf

Nahe der Insel in der Riß steht das im Jahr 2000 renovierte unterschlächtige Mühlrad mit Eisenkranz und Holzschaufeln. Ursprünglich trieb es eine Sägemühle an. Erstmals erwähnt wurde die Mühle im Jahr 1350.
- Aymühle in Biberach-Stafflangen

Historische Mühle am letzten von mehreren Hochwasserspeichern Biberachs aus dem Mittelalter; Restaurant und Biergarten am Ayweiher
- Mösmühle in Biberach-Stafflangen

Die Mösmühle gehört zu den ältesten noch aktiven Mühlen Deutschlands. Die Geschichte des Standorts geht zurück auf ein Dorf im 8. Jahrhundert.
- Mahl- und Ölmühle in Erolzheim-Bechtenrot

Bereits 1300 als Bannmühle der Herren von Erolzheim erwähnt, ging die Mühle später in den Besitz des Benediktinerklosters Ochsenhausen über. Ende des 18. Jahrhunderts wurde eine zusätzliche Ölmühle eingebaut. 1984 erfolgte die Stilllegung; seit 1996 wird von dort elektrische Energie in das öffentliche Netz eingespeist.
- Herrenmühle in Erolzheim-Dietenbruck

Auch die Herrenmühle wurde 1492 als neue Bannmühle der Herren von Erolzheim erbaut. Zur Mahlmühle gehörte auch eine Sägemühle; beide wurden 1974 stillgelegt. Früher trieb das Wasser des mittelalterlichen Mühlkanals der Rot vier unterschlächtige Wasserräder an. Heute wird über eine im Jahr 1909 installierte Turbine und einen gekoppelten Generator elektrische Energie erzeugt.
- Herrschaftsmühle in Gutenzell-Hürbel-Gutenzell

Die vermutlich aus der Zeit der Gründung des Zisterzienserinnenklosters (1237) stammende Mühle besteht aus einem prächtigen Mühlenbau von 1715 und befindet sich im abgeschirmten Bezirk des Klosters.
- Sägmühle in Gutenzell-Hürbel-Zillishausen

Die historische Sägemühle mit Wasserrad an der Rottum ist eine der wenigen voll funktionsfähigen restaurierten Sägemühlen dieser Art in Oberschwaben.
- Lindenmühle in Hochdorf

Nahe der ehemaligen Burg Linden, an einem ausgiebig hervortretenden Quellgrund im Rißtal, der zu einem Burgweiher aufgestaut ist, wurde die Lindenmühle 1454 erstmals erwähnt. Die Burg der Herren von Linden wurde im Bauernkrieg zerstört, die Mühle blieb bis zu ihrer Stilllegung erhalten.
- Mahlmühle in Ingoldingen-Winterstettendorf

Am Fuß der Dorfkirche liegt der Mühlweiher und die 1296 erstmals erwähnte Mühle mit ihrer historischen Einrichtung und einer Turbine.
- Hofmühle in Ochsenhausen-Goppertshofen

Die Hofmühle von 1844 mit Mahlgang und Gerbgang für Dinkel ist eine der beiden letzten Hofmühlen Oberschwabens, die am Originalstandort verblieben sind.
- Klostermühle in Rot an der Rot

Das heutige Gebäude der Mitte des 15. Jahrhunderts erbauten Klostermühle stammt von 1776. Nachdem die Mühle 1928 stillgelegt worden war, erfolgte Mitte der 1990er Jahre die Sanierung.
Unterhalb der alten Klostermühle sind nach dem Vorbild barocker Mechanikspiele der Prämonstratenseräbte von Weißenau teils durch Wasserkraft angetriebene Figuren und Geräte in Szene gesetzt.
- Mahlmühle Spindelwag in Rot

Die schon um 1100 erwähnte Mühle am Ölbach wurde Mitte der 1960er Jahre stillgelegt. Heute dient sie als Wohngebäude.
- Uhl-Mühle in Rot-Haslach

Die bereits 1423 als Mühle des Prämonstratenserklosters Rot erwähnte Uhl-Mühle ist heute ein moderner Betrieb mit bis zu 15 Tonnen Auslastung.
- Schlossmühle in Schwendi

Bereits 1406 als Mahlmühle des Spitals der Reichsstadt Ulm erwähnt, kam diese später in den Besitz der Grafen zu Oettingen-Spielberg, die das Anwesen 1743 als Schlossmühle neu erbauen ließen.
- Obere Mühle in Tannheim

1529 wurde die im Tannheimer Oberdorf gelegene Mühle als zweite Mahlmühle des Klosters Ochsenhausen erwähnt. Das Mühlengebäude mit einem alten Mahlgang und weiteren historischen Maschinen stammt aus dem Jahr 1914.
- Untere Mühle in Tannheim

Seit 1100 liefert der Mühlbach die erforderliche Wasserkraft für die ehemalige Getreidemühle St. Benignus des Klosters Ochsenhausen und heutige Dinkelmühle Graf mit ihrem oberschlächtigen Eisenrad von sieben Meter Durchmesser aus dem 19. Jahrhundert. Die „Tannheimer Seufzerbrücke“ verbindet das alte Mühlengebäude mit einem neueren Kunstmühlengebäude aus den 1920er Jahren.
Das Anwesen zieren kleine Modellwasser- und Windmühlen, die der Müller Gerd Graf selbst gebaut hat; er ist einer der beiden Initiatoren der „Mühlenstraße Oberschwaben“.

- Hammerschmiede in Ummendorf-Fischbach

Die bereits 1586 erwähnte Schmiede wird mit zwei Wasserrädern angetrieben. Die Wasserkraft entstammt dem aufgestauten Tobelbach.

#### Landkreis Unterallgäu
- Buxheimer Weiher in Buxheim

Der Buxheimer Weiher ist der ehemalige Mahl- und Fischweiher des Kartäuserklosters Buxheim.

### Mühlenwinkel zwischen Nau, Blau und Donau

#### Alb-Donau-Kreis
- Hammerschmiede in Blaubeuren

Die im Jahre 1742 als Schleifmühle und städtisches Wasserwerk erbaute Hammerschmiede befindet sich am aufgestauten Quelltopf der Blau, nach dem Aachtopf die Quelle mit der zweithöchsten Schüttung in Deutschland.
- Klausenmühle in Blaubeuren

Die in der sechsten Generation im Familienbesitz befindliche Klausenmühle aus dem 15. Jahrhundert ist ein eingetragenes Kulturdenkmal. Sie wurde 1986 stillgelegt, ein Mühlenmuseum befindet sich im Aufbau.
- Obere Mühle in Blaubeuren-Weiler

Vermutlich gegen Ende des 11. Jahrhunderts wurde die Obere Mühle als Wassermühle des Benediktinerklosters Blaubeuren mit ihrem Wasserrad an der Aach (bis Weiler Ach) erbaut.
- Getreidemühle in Erbach-Dellmensingen

Die ehemalige Ölmühle besitzt noch einen über 200 Jahre alten Mühlenaufzug.
- Bauhofer-Mühle in Grundsheim

1656 erstmals genannt, wurde die im Mühlengrund des Reutibachs gelegene Mühle 2000 grundlegend modernisiert und arbeitet heute mit 14 Passagen bei 22 Tonnen Auslastung.
- Ostermühle in Langenau

Als Mahlmühle des Zisterzienserklosters in Kaisheim wurde die Ostermühle an der Nau im Jahr 1297 erstmals erwähnt. Die technische Ausstattung mit freistehendem Zuppinger-Wasserrad, Riementransmissionen und überwiegend hölzernen Maschinen befindet sich im Zustand von 1951.
- Sixenmühle in Langenau

1357 wurde die Wassermühle mit ihrer historischen technischen Ausstattung an der Nau erstmals genannt.
- Laufenmühle in Lauterach

Die ehemalige Mahlmühle des Benediktinerklosters Zwiefalten im unteren Lautertal wurde 1105 erstmals erwähnt und 1889 in der heutigen Form mit prächtigen Treppengiebeln neu aufgebaut.
- Dom-Mühle in Munderkingen-Algershofen

Bereits um 1300 wird für die ehemals vorderösterreichische Stadt Munderkingen eine Stadtmühle erwähnt. Sie ist heute die einzige Flussmühle der oberschwäbischen Donau, die auch innen besichtigt werden kann.
- Historisches Wasserrad-Pumpwerk in Obermarchtal

Der markante Rundbau eines Sammelreservoirs stammt aus dem Jahr 1720. Von hier führt eine Hauptleitung entlang des natürlichen Gefälles zum Kloster Obermarchtal; ein Beispiel für die Leistungen der Klöster auf dem Gebiet der technischen Erschließung des natürlichen Wasserhaushaltes in Oberschwaben.
- Wasserkraftwerk Alfredstal in Obermarchtal

Am Fuße der Prämonstratenserabtei Obermarchtal erbaut, diente das 1903 erbaute Elektrizitätswerk ursprünglich der Energieerzeugung für die einst im Nachbardorf Rechtenstein gelegene Zementfabrik. Heute liefert es im Jahr eine elektrische Energie von 2,5 Millionen Kilowattstunden.

- Holzstofffabrik in Rechtenstein

Das 1905 anstelle der Burgmühle als Fabrik für Holzschliff für die Papierherstellung erbaute Gebäude besitzt ein Kraftwerk, das die Wasserkraft des Donaudurchbruchs nutzt.
- Donau-Wasserkraftwerk in Rottenacker

Das Donauwehr wurde bereits im Jahre 1470 für die unterhalb gelegene Mühle des Klosters Blaubeuren erwähnt. 1896 erfolgte der Bau des Backsteinbaus mit seinem 25 Meter hohen Schornstein.
- Neumühle in Rottenacker

Die Rottenacker Neumühle von 1850 ist die letzte aktive Donaumühle auf württembergischen Boden, bevor die Donau bei Ulm nach Bayern hinein fließt.
- Windkraftanlage Haldenberg in Rottenacker

Auf dem Haldenberg steht das letzte funktionsfähige Exemplar eines Windrades, mit dessen Hilfe ab 1926 eine Schrotmühle betrieben wurde.

#### Landkreis Biberach
- Klostermühle und Mahlweiher in Altheim-Heiligkreuztal

Das Wasserrad der bereits um 1470 erbauten und in der ersten Hälfte des 19. Jahrhunderts stillgelegten Klostermühle ist noch vorhanden. Die restaurierte ehemalige Klosteranlage wird heute als Geistliches Zentrum und Bildungsstätte der Stefanus-Gemeinschaft genutzt.
- Sägemühle in Langenenslingen-Andelfingen

1844 wurde die Mühle mit ihrem hölzernen Wasserrad als Hammerschmiede an der Biber erbaut.
- Donau-Streichwehr und Wasserkraftwerk in Riedlingen

Seit dem 15. Jahrhundert besteht die alte Donaumühle mit ihrem Wehr; später wurde sie in ein kleines Wasserkraftwerk umgewandelt. Im Museum „Schöne Stiege“ werden seltene Zeugnisse der Wassermüllerei gezeigt.
- Kernmühle in Unlingen

Die seit 1300 arbeitende Kernmühle wurde 1676 vom Franziskanerinnenkloster Unlingen (Rathaus) wieder aufgebaut. Sie nutzt heute mit einer modernen Durchströmturbine die Wasserkraft der unteren Kanzach.
- Schlossmühle in Uttenweiler

1347 wurde die Schlossmühle erstmals als „Angermühle“ des Prämonstratenserklosters Obermarchtal erwähnt, 1723 auf heutige Ausmaße mit Sichtfachwerk vergrößert und als letzte der drei Uttenweiler Mühlen Ende der 1980er Jahre geschlossen.

#### Landkreis Reutlingen
- Untere Mühle in Zwiefalten

Die ehemalige Wassermühle des Benediktinerklosters Zwiefalten wurde 1910 als Genossenschaftsmühle erneuert und dient heute noch der Stromversorgung für Zwiefalten.
- Wimsener Mühle in Zwiefalten

1329 erstmals als Mahlmühle des Klosters erwähnt, wurde der barocke Bauzustand von 1755 um 2000 restauriert. In einer Schlucht nahe der Wimsener Höhle gelegen, dient das Gebäude heute für Dauerausstellungen zur Erforschung der Wimsener Höhle und zu Staatsminister Philipp Christian von Normann-Ehrenfels.

#### Stadtkreis Ulm
- SchapfenMühle in Ulm-Jungingen

Die erstmals 1452 urkundlich erwähnte SchapfenMühle in der Ulmer Innenstadt ist wohl wesentlich älter. Zwanzig Schapfen-Müller-Generationen sind namentlich bekannt und gehen bis auf das Jahr 1499 zurück. Der Hausname „SchapfenMühle“ ist seit 1633 gebräuchlich. Nach einem Brand im Jahre 1983 wird außerhalb der Ulmer Innenstadt im Stadtteil Jungingen eine neue Mühle gebaut, die 1998 zu Deutschlands erster voll computergesteuerten Mühle erweitert wird. Ihr 116 Meter hoher Siloturm ist inzwischen zu einem markanten Wahrzeichen Ulms geworden.
- Klostermühle in Ulm-Söflingen

Die ehemalige Wassermühle mit Wasserrad an der Blau wurde 1365 erstmals erwähnt. Heute wird sie für Konzerte und als Heimatmuseum genutzt.

### Mühlenwinkel zwischen Schwarzach, Rotach und Bodensee

#### Bodenseekreis

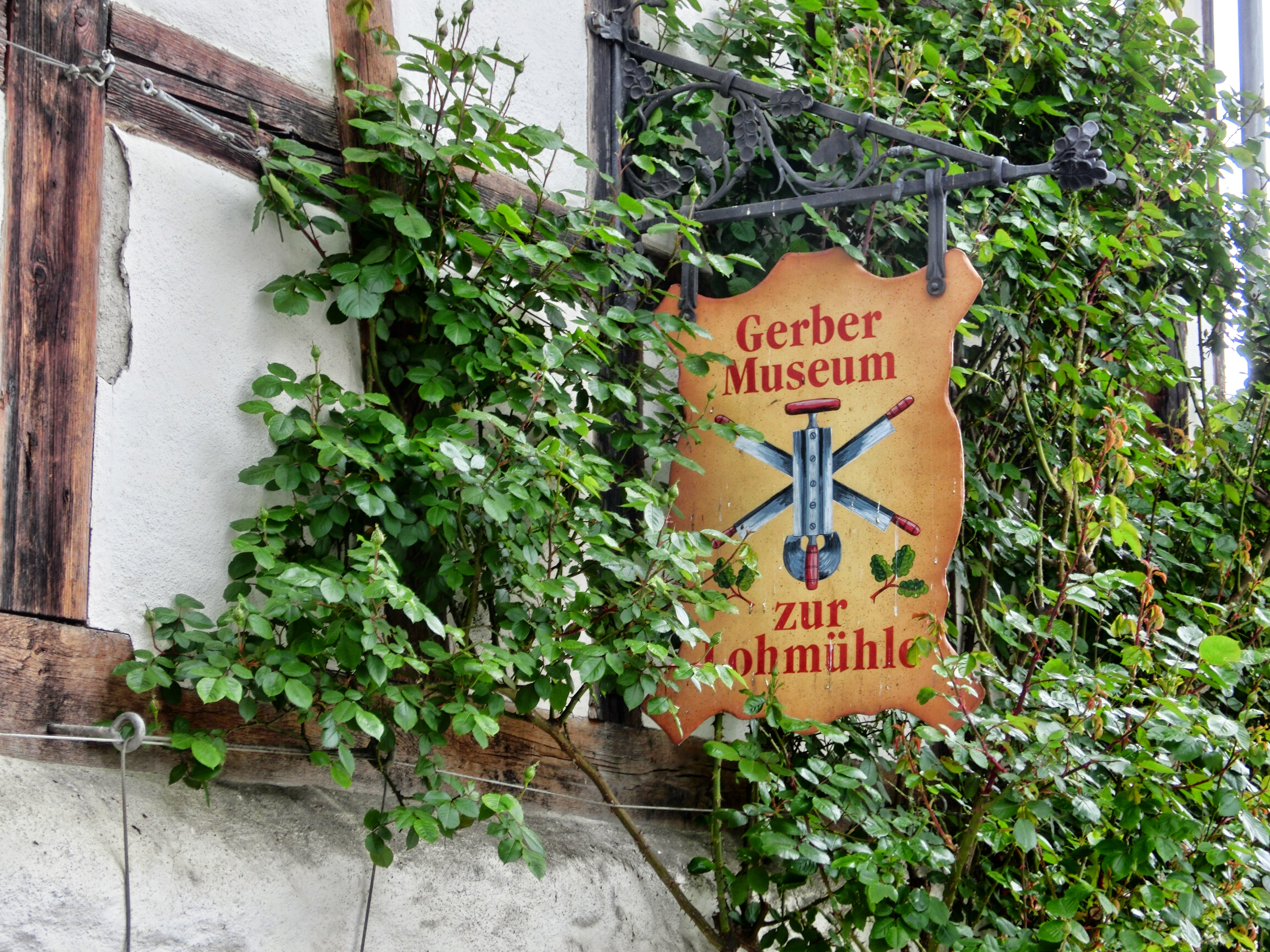
Lohmühle/Gerbermuseum in Frickingen

- Lohmühle in Frickingen-Leustetten

Die Mühle von 1835 diente zum Mahlen von Eichen- und Tannenrinde für die Gerberei. Heute zeigt ein Gerbermuseum die Rindenmühle mit Wasserrad, Walke und vielen historischen Gerätschaften.
- Museumsmühle Dehm-Schnekenbühl in Friedrichshafen-Fischbach

Die historische Einrichtung der seit 1432 bestehenden Mühle ist vollständig erhalten. Gezeigt werden eine wertvolle Sammlung alter Korn- und Mehlsäcke und Mühlenmodelle.

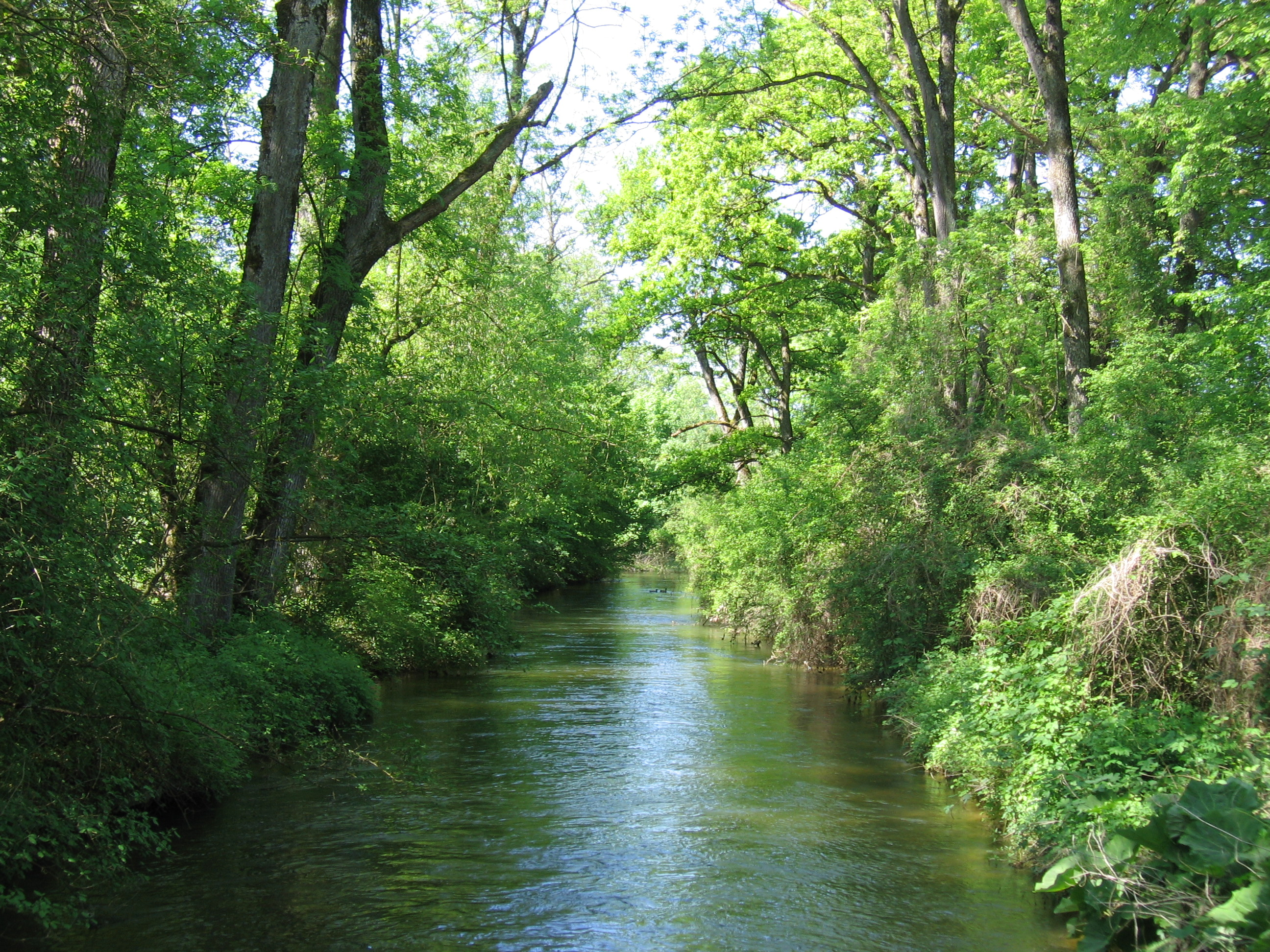
Mühlkanal in Langenargen

- Ober-/Getreidemühle in Langenargen

Seit Mitte des 16. Jahrhunderts wird ein Teil der Argen in einen Mühlkanal abgeleitet. Von diesem Kanal profitieren seit 1837 die Mühlen in Langenargen. Im Inneren der Obermühle sind unter anderem eine seit 1900 zur Stromerzeugung installierte Turbine und eine moderne Vermahlungsanlage mit alter Transmissionstechnik zu sehen.
Kanalabwärts befindet sich eine weitere Mühle mit zwei unterschlächtigen Wasserrädern.
- Schlossmühle oder auch Raithermühle in Meersburg

Die zur Burg Meersburg gehörende Mühle besitzt ein oberschlächtiges Rad, das mit einem Durchmesser von 7,80 m zu den größten noch im Gebrauch stehenden Wasserrädern Mitteleuropas gehört.
- Obere Mühle in Überlingen-Goldbach

Die 1843 als Furnier-Sägemühle mit Sichtfachwerk erbaute Mühle wurde 1991 restauriert, ist aber heute (noch) ohne Funktion.

#### Landkreis Biberach
- Nahmühle in Ertingen

An der Schwarzach steht die 1290 erstmals urkundlich erwähnte Nahmühle, die letzte noch arbeitende Getreidemühle der ehemals vier Ertinger Getreidemühlen. Seit dem Ende des Dreißigjährigen Kriegs befindet sie sich in Privatbesitz.
- Dinkelmühle Graf

Die auch Untere Mühle genannte Mühle Graf ist eine schon im Jahre 1529 unter dem Namen „St. Benignus“ verzeichnete, wasserkraftgetriebene Getreidemühle in Tannheim.

#### Landkreis Ravensburg

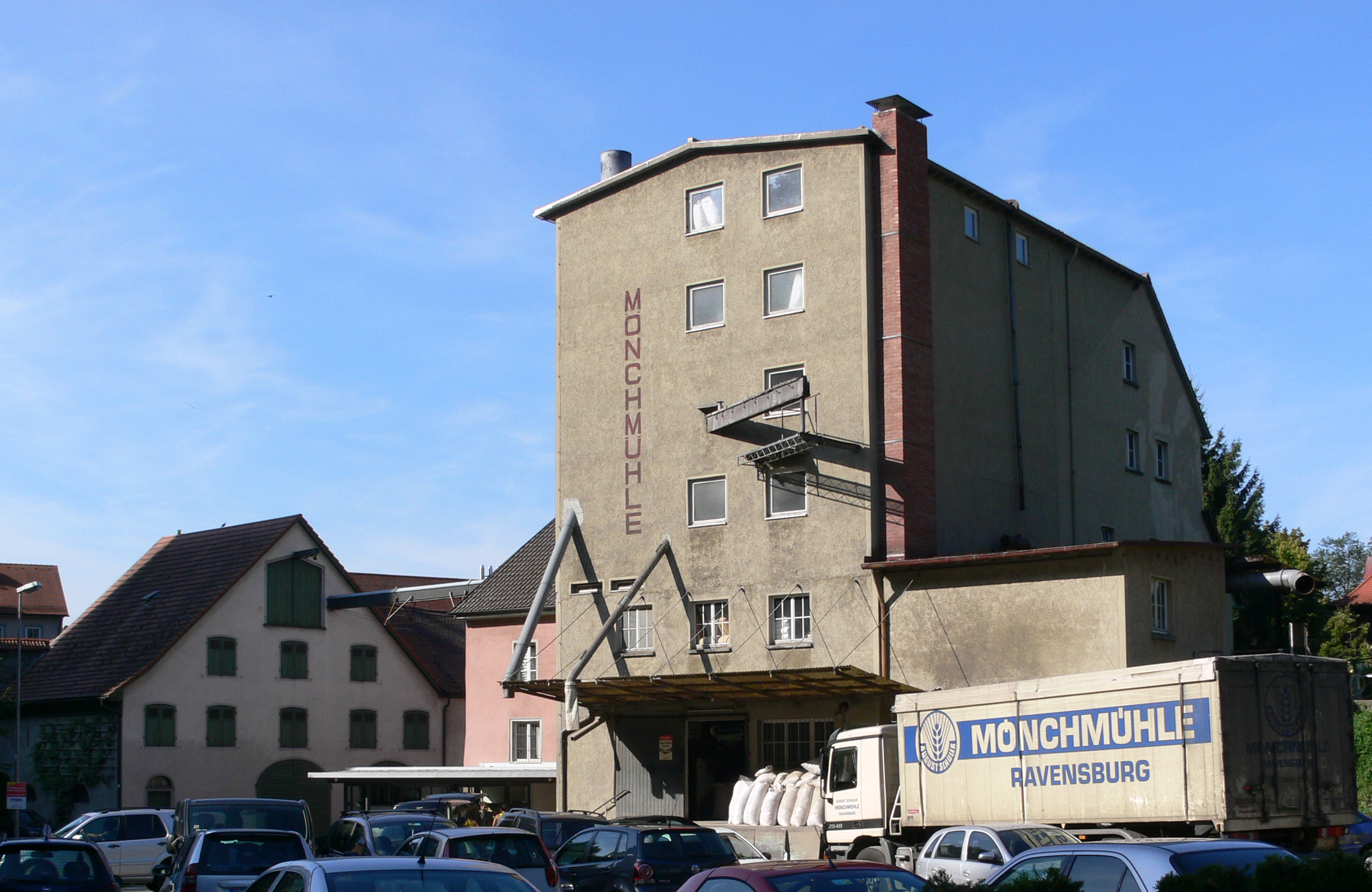
Mönchmühle in Ravensburg

- Mahlmühle in Altshausen-Ragenreute

Die 1278 erstmals urkundlich erwähnte Mühle ist seit dem Jahr 1693 bewirtschaftet und wurde 1899 im heutigen Zustand neu errichtet.
- Zirn-Mühle in Ebenweiler

Bei dieser Mühle handelt es sich um eine moderne Kraftfuttermühle.
- Ibs-Mühle in Horgenzell-Hasenweiler

Die Mühle wurde 1946 im heutigen Zustand in einer kleinen Schlucht erbaut.
- Hasenweiler Hofmühle in Wilhelmsdorf

In der Mühle von 1850 mit oberschlächtigem Wasserrad befindet sich heute ein Privatmuseum für bäuerliches Handwerk und Kultur; es gilt als größte Privatsammlung bäuerlichen Kulturguts in Südwestdeutschland.
- Haslachmühle in Wilhelmsdorf

Die 1282 als Mahlmühle des Klosters Weingarten erwähnte Haslachmühle dient heute als Schule und Wohnstätte für Menschen mit Mehrfachbehinderungen.
- Rotachmühle in Wilhelmsdorf-Esenhausen

Als Mahlmühle des Benediktinerklosters Weingarten 1363 an der Rotach errichtet, ist sie mit ihrem vier Meter hohen oberschlächtigen Wasserrad, den bis zu 140 Jahre alten Mühlenmaschinen und dem Krüppelwalmdach heute als technisches Kulturdenkmal ausgewiesen.

#### Landkreis Sigmaringen

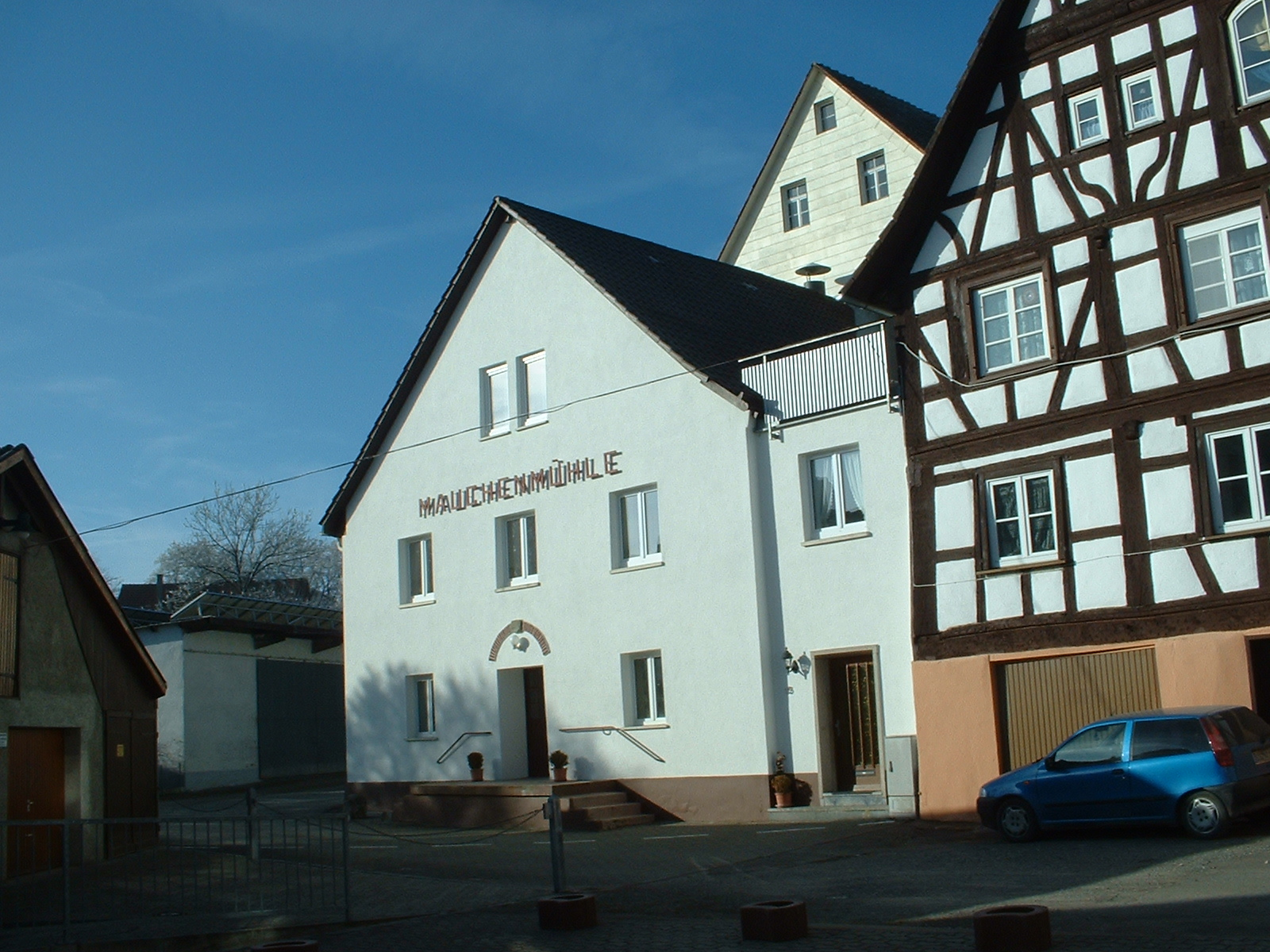
Mauchenmühle

- Wassermühle in Bad Saulgau

Die vermutlich im 15. Jahrhundert begründet Wassermühle an der Schwarzach ist Teil des Siebenmühlentales von Bad Saulgau. Ihre 1896 installierte Francis-Turbine liefert heute noch regenerative Energie.
- Dorfmühle in Bad Saulgau-Fulgenstadt

Bereits 1442 als Mühle des Benediktinerklosters Weingarten erwähnt, ist das hölzerne Wasserrad mit einem Durchmesser von 6,5 Metern heute noch voll funktionsfähig.
- Holzmühle in Bad Saulgau-Fulgenstadt

Die funktionsfähige Holzmühle gehört zu den wenigen Waldmühlen Oberschwabens. Das Wasserrad in der Radstube ist noch erhalten.
Etwas unterhalb, zwischen der Holzmühle und der Dorfmühle Fulgenstadt, befindet sich ein kleines E-Werk mit Wasserrad-Antrieb.
- Mahlmühle in Hohentengen-Bremen

Diese kleine Handwerksmühle wird mit der Wasserkraft der Ostrach angetrieben.
- Mauchenmühle in Meßkirch

Die erste Erwähnung der Mauchenmühle (Mühlenweg 13) – sie ist die letzte der ehemals acht Meßkircher Mühlen – erfolgte 1409. Das heutige Betriebsgebäude von 1854 ist als halbautomatische Rückschüttmühle eingerichtet. Eine moderne Francis-Turbine nutzt das 5-Meter-Gefälle des Weiherbachs zur Energieerzeugung.

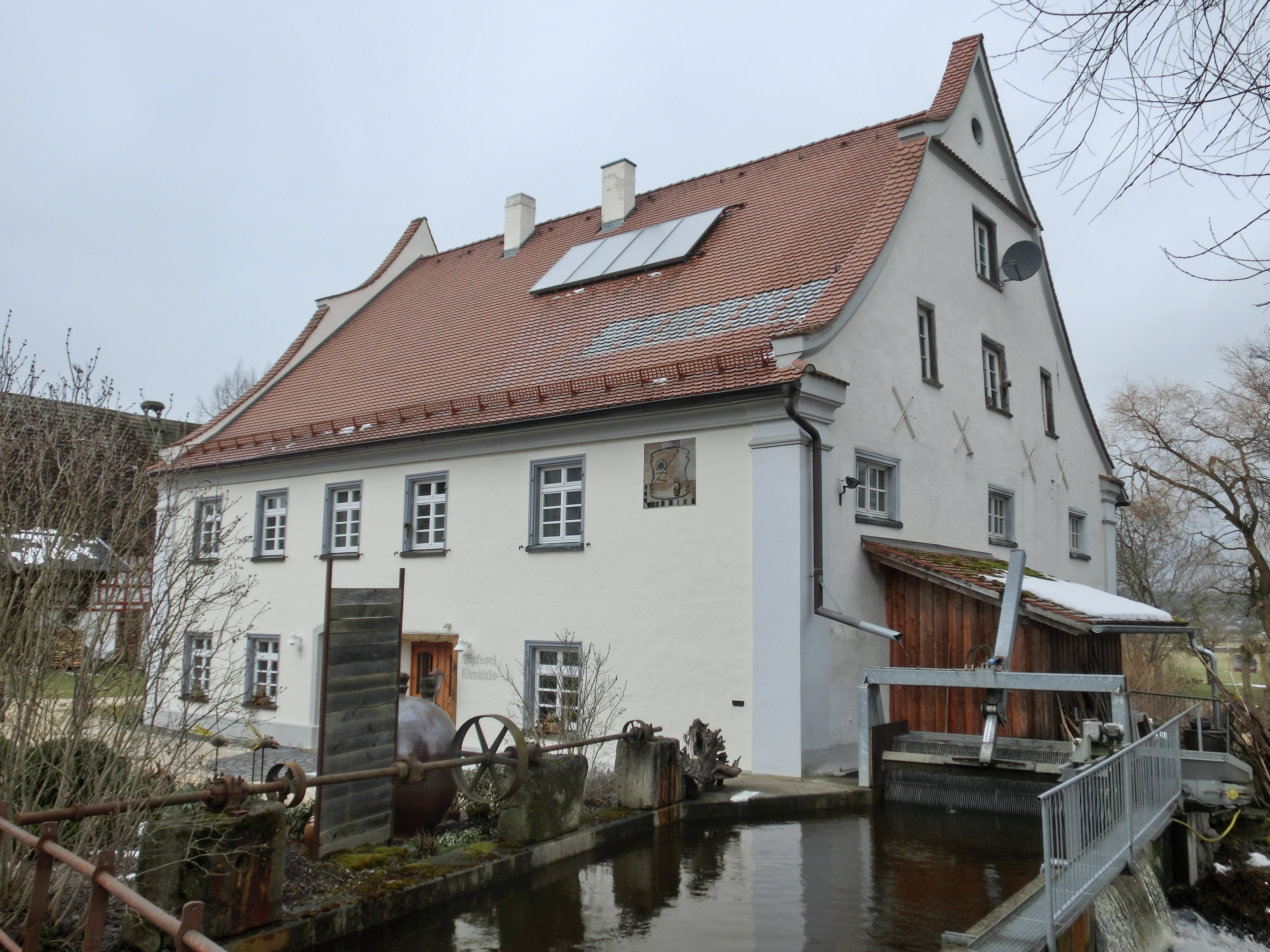
Eimühle

- Eimühle in Ostrach-Weithart, Teilort Eimühle

Das kleine barocke Mühlengebäude von 1634 wird heute als Töpferei genutzt. Ein kleines Elektrizitätswerk nutzt die Wasserkraft der Ostrach.
- Alte Mühle in Ostrach-Burgweiler, Teilort Waldbeuren

Die bereits 1279 als Mahlmühle des Zisterzienserklosters Salem erwähnte Alte Mühle wurde vor einigen Jahren zu einem Hotel umgebaut. Im Restaurant kann man noch das alte Wasserrad bestaunen.

### Mühlenwinkel zwischen Schussen und Wolfegger Ach

#### Landkreis Biberach
- Schwaigfurter Mühle in Bad Schussenried-Otterswang

1480 wurde der Schwaigfurter Weiher vom Prämonstratenserklosters Schussenried zum Betrieb der Mühle sowie zur Fischzucht aufgestaut. Die Mühle kann nur von außen besichtigt werden.
- Erlebnismühle mit Mühlenmuseum in Bad Schussenried-Reichenbach

1275 wurde diese Mühle erstmals urkundlich erwähnt, die Mahlgerechtigkeit in Reichenbach geht aber bis zum Jahre 905 zurück. Die ehemalige Mühle des Klosters Schussenried befindet sich seit 1856 in Familienbesitz.

#### Landkreis Ravensburg
- Technischer Denkmallehrpfad Amtzell
  - Die schon 1390 als Mahlmühle des Deutschen Ritterordens erwähnte Hagmühle mit ihrem oberschlächtigen Wasserrad und hölzernen Gerinne in Amtzell-Karbach befindet sich heute in Privatbesitz.
  - Die Amtzeller Hammerschmiede mit ihren mächtigen Schwanzhämmern wurde 1923 im Stil der Architektur des Bregenzer Waldes erbaut. Sie erhält ihre Wasserkraft aus einem aufgestauten Weiher, dessen Wasser auf ein mittelschlächtiges Rad führt.
  - Die Reibeisenmühle mit ihrem oberschlächtigen Wasserrad wurde 1282 dem Benediktinerkloster Weingarten verkauft und 1939 stillgelegt, aber die technische Einrichtung (Mahlstühle und zwei Walzenstühle) blieb weitgehend erhalten.
  - Unmittelbar unterhalb der Hagmühle befindet sich die als Museumssägemühle restaurierte Sägmühle mit einem unterschlächtigen Wasserrad, die u. a. die Obstkisten für den Amtzeller Streuobstanbau herstellt.
  - Beim Ebersberger Mahlweiher zwischen Neukirch und Amtzell steht die Ruine Ebersberg mit der gut erhaltenen Ruine der Burg und einem Mühlrad.
- Herrenmühle in Aulendorf

In der Mühle von 1606 mit dem unterschlächtigen Zierrad verarbeiten heute moderne Maschinen bis zu sieben Tonnen Mahlgut pro Tag.
- Dobelmühle in Aulendorf-Steinenbach

Die ehemalige Kunstmühle wurde zu einer Tagungsstätte mit eigenem Wasserkraftwerk (Besichtigung möglich) umgebaut.

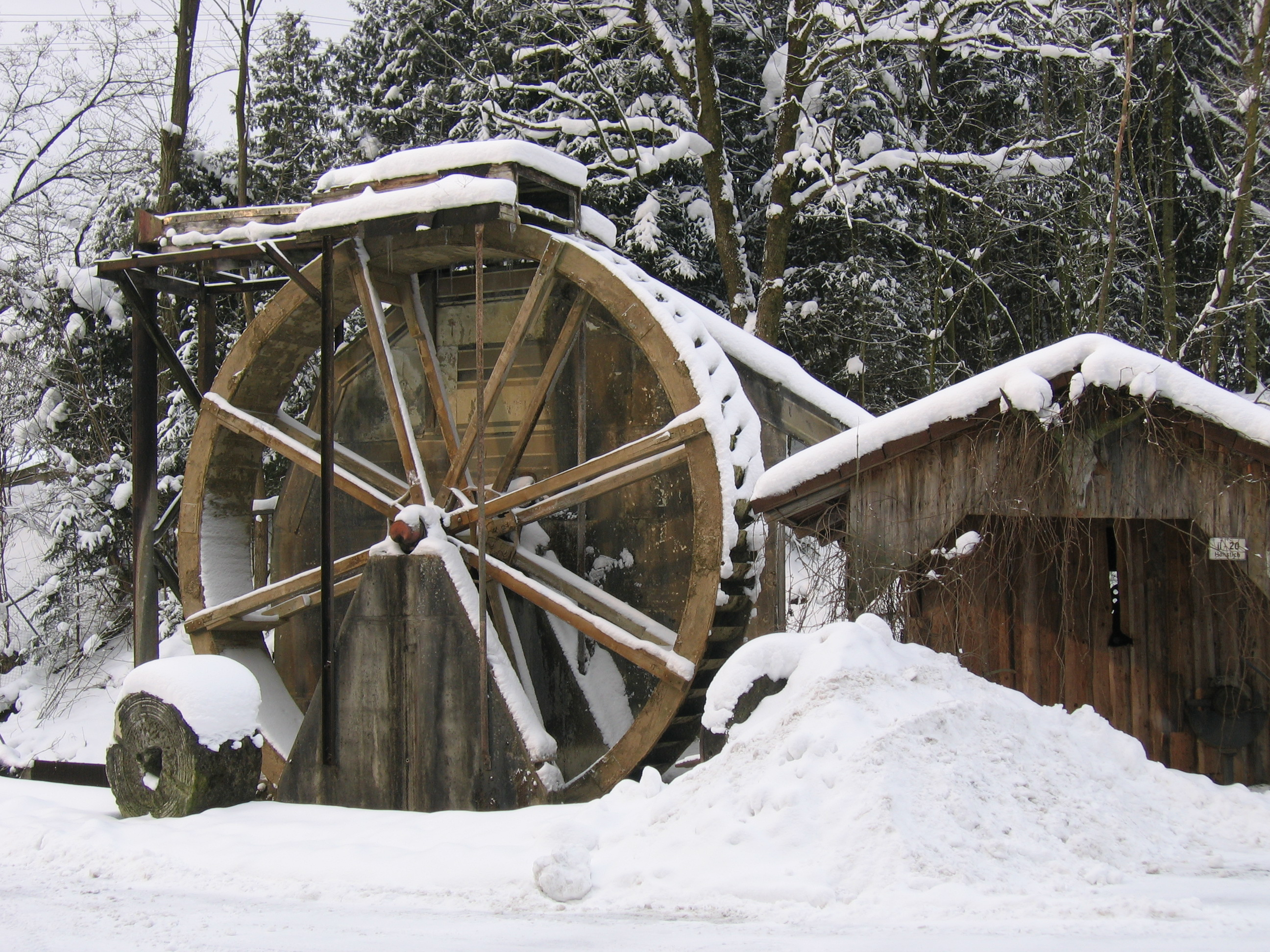
Wasserrad der Löffelmühle bei Bergatreute

- Mahl- und Sägemühle in Aulendorf-Zollenreute

Zwischen Aulendorf und dem Ortskern von Zollenreute steht die Getreidemühle, die ursprünglich als Poststation von Thurn und Taxis diente. Das Gebäude der Sägemühle gehört zu den letzten Zeugnissen der alten Oberländer Sägemühlenarchitektur.
- Ölmühle in Bad Waldsee

In der Waldseer Ölmühle mit ihrem Kollergang aus dem Jahre 1829 lässt sich heute die Herstellung von Lein-, Mohn- und Rapsöl nachvollziehen. Während der Besuchszeit wird sie mit einem Wasserrad in Betrieb gesetzt.
- Löffelmühle in Bergatreute

Im Tal der Wolfegger Ach arbeitet die Mühle aus vermutlich karolingischer Zeit mit einem freistehenden oberschlächtigen Wasserrad gewaltigen Durchmessers; urkundlich erwähnt wurde sie jedoch erstmals um 1300.
- Mönchmühle in Ravensburg

Bereits 1312 wurde die Mönchmühle des Dominikanerinnenklosters Löwental erwähnt. In der Oberstadt gelegen, verarbeitete die Mühle bis zur Betriebseinstellung 2023 u. a. mit der Wasserkraftnutzung des Flappachs bis zu 25 Tonnen Mahlgut pro Tag. Heute ist sie das letzte noch intakte von ehemals über 30 Wassertriebwerken am Flappach.

- Schellinger-Mühle in Weingarten

Die ehemals klösterliche Mühle mahlt seit 1280 mit Hilfe des Stillen Bachs (siehe unten), einem der ältesten Mühlkanalsysteme Deutschlands mit einer beeindruckender Schluchtenhangführung.
- Schachenmühle in Wolfegg

Die aus dem 13. Jahrhundert stammende Mühle im Tal der Wolfegger Ach wurde 1957 stillgelegt. Mahlgänge und Mahlmaschinen sind von 1937.
- Historische Windkraftanlage im Bauernhaus-Museum Wolfegg

Nahe beim Haupteingang steht das alte Windrad; es gehört zu etwa 30 ehemaligen Windkraftanlagen, die Ende des 19. Jahrhunderts nach dem amerikanischen Vorbild der Halladay-Windpumpen in das Gebiet des heutigen Landkreises Ravensburg geliefert wurden.

### Mühlenwinkel Württembergisches Allgäu

#### Landkreis Oberallgäu
- Stampfmühle in Altusried

Die Stampfe wurde 1545 erstmals erwähnt und 1997 nach einem Brand unter Verwendung der alten Einrichtung neu aufgebaut.

#### Landkreis Ravensburg
- Hammerschmiede in Argenbühl-Gottrazhofen

Am Tobelbach gelegen, ist die Hammerschmiede eine der letzten Schmiede dieser Art in Oberschwaben. Seit 1602 nutzt sie wie die zugehörige Sägmühle die Wasserkraft.
- Stelzenmühle in Bad Wurzach-Eggmannsried

Die Stelzenmühle ist seit dem 14. Jahrhundert als Mahlmühle des Chorstifts Waldsee bezeugt und seit 1678 in Familienbesitz. Zwei versetzt übereinander hängende oberschlächtige Räder erzeugten die nötige Antriebskraft für die Mahlvorgänge.
- Truschwender Mühle in Bad Wurzach-Truschwende

1511 wurde die Mühle erstmals erwähnt. Später gehörte zur Mühle auch eine Brauerei, und im Jahre 1910 versorgte die elektrische Einrichtung der Mühle das Dorf mit Strom
- Untere Mühle in Isny

1976 erfolgte der Wiederaufbau der Mühle am Stadtrand von Isny im Stil von 1795 mit unterschlächtigem Wasserrad.
- Ölmühle im bäuerlichen Werkstattmuseum in Isny-Sommersbach

Das Mühlengebäude von 1833 hat seine historische technische Einrichtung mit Knochenstampfe, Brettersäge, Hainzenbohrer, Hofschmiede und Münzpresse bewahrt. Die Nabe des ehemaligen Wasserrades ist noch vorhanden.
- Obere Mühle in Leutkirch-Ausnang

Die ursprüngliche Mahlmühle des Benediktinerklosters Weingarten wurde 1884 als Mahl- und Sägemühle neu errichtet. Zwei funktionierende mittelschlächtige Wasserräder mit Holzschaufeln dienen dem Antrieb des Sägewerks und zur Stromerzeugung.
- Rotismühle in Leutkirch-Rotis

Reste der ehemaligen Burg und der 1414 erstmals als Burgmühle erwähnten Anlage sind als Bodendenkmale erkennbar. Die Rotismühle mahlte bis in die 1960er Jahre Getreide und unterhielt bis 1971 ein Sägewerk. heute sind u. a. noch die Wehranlage, der Kanal mit Rechen und zwei Turbinen zu sehen.
- Ellerazhofer Weiher in Leutkirch-Willerazhofen

Am Ostufer des mittelalterlichen, 46 ha großen Stauweihers von Ellerazhofen liegt die Lanzenhofer Mühle mit einem weiteren kleinen Mahlweiher und Zierwasserrad.
- Eselmühle in Wangen

Im Jahr 1436 wird die Stadtmühle erstmals erwähnt, und 1554 kam sie in den Besitz des städtischen Spitals. Der Mühlenbetrieb wurde 1937 eingestellt. In den Jahren 1969 bis 1974 wurde die Mühle renoviert und zur Aufnahme eines Museums eingerichtet. Es zeigt „hinter dem laufenden Mühlrad“ originale Einrichtungen der traditionsreichen Mahlmühle.

#### Landkreis Unterallgäu
- Schwäbisches Bauernhofmuseum in Kronburg-Illerbeuren

Das Museum zeigt die Historische Windkraftanlage Kraiberg (Gemeinde Dietmannsried) im Bauzustand von 1920, die mechanische Werkstatt des Sägemühleneinrichters Nepomuk Doserim im Bauzustand von 1935 und die Göpelmühle Maransen im Bauzustand von 1800.

## Waale

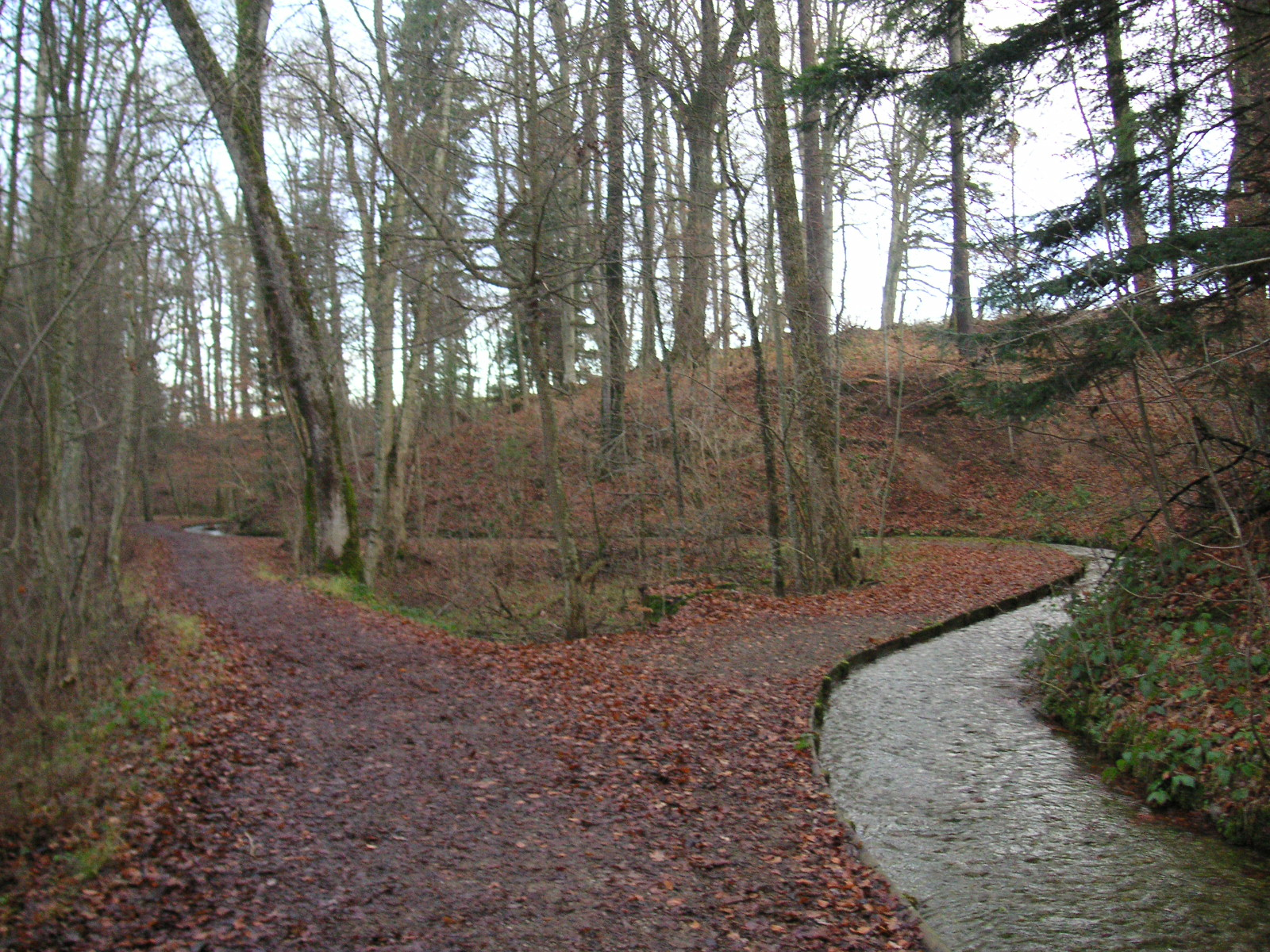
Krummbach im Winter

Waale sind Bewässerungskanäle oder -gräben, die Wasser zu den häufig weit vom Ursprungsgewässer entfernt liegenden Verwendungsorten transportieren. In Oberschwaben gibt es drei hanggeführte Waale.

### Krummbach in Ochsenhausen
Der Krummbach in Ochsenhausen im Landkreis Biberach ist ein von Benediktinern im 15. Jahrhundert künstlich angelegter Bach, ein sogenannter Benediktiner-Klosterwaal.

### Motzenbach in Ottobeuren
Der Motzenbach im westlichen Waldgebiet der Marktgemeinde Ottobeuren ist ein Relikt des wasserbautechnischen Wirkens der
Benediktiner. Er windet sich hanggeführt durch den Wald und bietet zu jeder Jahreszeit unvergessliche Eindrücke.

### Stiller Bach in Weingarten
Das System des Stillen Bachs in Weingarten gehört zu den ältesten Kanalsystemen in Deutschland. Es wurde von Benediktiner-Mönchen im Mittelalter zur Wasserversorgung der Abtei Weingarten angelegt und ist bis zum heutigen Tag nahezu unverändert erhalten geblieben. Die Hauptbauzeit des Stillen Bachs und seiner Teilgewässer mit zehn Kanälen und etwa zwanzig Weihern erstreckte sich über einen Zeitraum von einem halben Jahrtausend (11. bis 17. Jahrhundert).

## Historische Wassernutzung der Reichsstädte
- Lechkanäle in der Altstadt und Wassertürme am Roten Tor in Augsburg
- Stadtbäche und Ratzengraben in Biberach

Lebendige Zeugnisse einer mittelalterlichen Wasserwirtschaft sind der Obere - bzw. der Untere Stadtbach sowie der Ratzengraben in der Biberacher Altstadt. Heute werden themenorientierte Stadtführungen zur Geschichte der Bäche durchgeführt.
- Wasser und Mühlen in Isny

Seit 1096 gilt das Augenmerk der Stadt Isny der Ach und dem Krummbach. Heute werden thematische Stadtführungen zu idyllische Wasserläufen, Weihern und der restaurierten Unteren Mühle angeboten.
- Papiermühlen in Ravensburg

Das Humpishaus (Stadtmuseum) zeigt eine Papierwerkstatt zur Geschichte der Ravensburger Papiermühlen. Über die Tourist-Information Ravensburg kann eine Themenstadtführung zur Wassernutzung in der Ravensburger Altstadt gebucht werden.
- Fischer- und Gerberviertel in Ulm

Täglich werden Gruppen- und Stadtführungen in das mittelalterliche Wohn-, Gewerbe- und Mühlenviertel (u. a. Lochmühle mit Wasserrad) an den beiden Armen der Blau angeboten.